# Phaius pulchellus
Phaius pulchellus är en orkidéart som beskrevs av Friedrich Fritz Wilhelm Ludwig Kraenzlin. Phaius pulchellus ingår i släktet Phaius och familjen orkidéer.

## Underarter
Arten delas in i följande underarter:
- P. p. ambrensis
- P. p. andrambovatensis
- P. p. pulchellus
- P. p. sandrangatensis